# شهرستان توقته‌غول
شهرستان توقته‌غول (به قرقیزی:Токтогул району، توقتوعۇل رايونۇ)(به روسی: Токтогульский район) یک شهرستان در شمال استان جلال‌آباد قرقیزستان است که با سه استان نارین و چوی و طراز هم‌مرز است. این شهرستان دارای مساحت ۷۸۱۵ کیلومترمربع (۳۰۱۷ مایل مربع) می‌باشد. مرکز این شهرستان شهر توقته‌غول است.

## خصوصیات
شهرستان توقته‌غول بر اساس آمار سال ۲۰۰۹، مشتمل بر یک شهر و ۴۴ منطقه مسکونی، و دارای 86,306 نفر جمعیت است.